# Mark Bedford

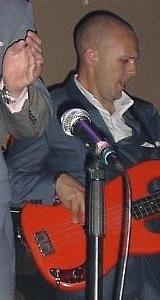
Mark Bedford

Mark William Bedders Bedford (Londen, 24 augustus 1961) is bassist van de Britse ska-popband Madness en tevens grafisch ontwerper.

## Biografie
Bedford begon zijn carrière met het spelen van Beatles- en Motown-covers. In 1978 sloot hij zich aan bij The North London Invaders, zoals Madness toen nog heette, en regelde optredens op zowel zijn school als op zijn werk. Bedford volgde een opleiding zeefdrukken maar stopte daarmee toen de belangstelling voor Madness groter werd. De band groeide uit tot een van de kopstukken van de ska-revival en specialiseerde zich in humoristische clips met een onderliggende boodschap. 
Van alle zeven leden was Bedford destijds het meest actief buiten Madness; zo produceerde hij een demo van 23 Skidoo en speelde hij mee op singles van Strawberry Switchblade, Robert Wyatt (Shipbuilding), The Inspirational Choir... (naar aanleiding van hun bijdrage aan de hit Wings of a Dove) en Tracey Ullmans verketterde cover van Madness' My Girl. 
Ondertussen ging Madness serieuzere muziek maken met als gevolg dat de fans afhaakten en in 1986 het einde werd aangekondigd. Samen met drummer Daniel 'Woody' Woodgate ging Bedford verder bij The Voice of The Beehive waarmee hij in 1987 de single Just A City uitbracht en een handvol BBC-sessies deed. Geheel volgens plan vertrok hij na zes maanden om via een Japanse tournee met The Blockheads (zonder hun leadzanger Ian Dury) zijn nieuwe ambitie te verwezenlijken; filmsoundtracks schrijven. 
Dit resulteerde slechts in Our Lady At The Laundromat waarvoor hij hulp kreeg van Terry Edwards, een saxofonist die eveneens een verleden had op het 2-Tone-label als lid van de Britfunkformatie The Higsons. Samen met pianist Seamus Beaghan (bij Madness de plaatsvervanger van Mike Barson) richtten ze het jazz-collectief Butterfield 8 op. In 1988 verscheen het album Blow! met daarop de single Watermelon Man. Optredens vonden sporadisch plaats omdat Bedford zijn grafische studie weer had opgepakt. 
In het examenjaar 1992 gaf genoemd drietal twee concerten met de Terry Edwards Ska Extravaganza waaraan ook Madness-leden Chris Foreman en Lee Thompson (inmiddels actief met hun eigen band The Nutty Boys) meededen. Dit, en de re-release van It Must Be Love als voorbode op de verzamelaar Divine Madness voedden de geruchten over een op handen zijnde reünie. Na lang twijfelen en ontkennen werd de reünie eind dit juni daadwerkelijk bevestigd. De concerten in Den Haag en Finsbury Park waren zo'n succes dat Madness besloot om er een vervolg aan te geven. Afgezien van de live opgenomen Jimmy Cliff-cover The Harder They Come en het door Barson geschreven uitprobeerseltje Moondance bleef nieuw materiaal uit en al snel ging Madness over op greatest hits-shows met weinig verrassingen. Bedford had er op deze manier geen zin meer in en liet verstek gaan voor de concerten van 1995-1996; zijn nieuwe bedrijf en zijn gezin gingen voor. 
In 1998 keerde hij terug en ging Madness eindelijk een nieuw album opnemen dat een jaar later werd uitgebracht. Bedford leverde geen compositorische/tekstuele bijdragen meer, zoals hij dat in de hoogtijdagen nog weleens deed, en bij sommige optredens liet hij zich vervangen door een lookalike. In de periode 2010-2012 was Bedford enkel aanwezig bij het  60-jarig jubileum van Koningin Elizabeth, maar begin 2013 keerde hij weer terug. 
Naast Madness sloot Bedford zich aan bij Terry Edwards's Near-Jazz Experience en de Lee Thompson Ska Orchestra; beide acts hebben sinds 2013 twee albums uitgebracht. In 2014 verleende hij met de supergroep The Values zijn medewerking aan de Madness-tribute cd Mad Not Cancer. Voor het in 2016 verschenen tweede album van Lee Thompson Ska Orchestra schreef Bedford het titelnummer Bite the Bullet; zijn eerste compositie sinds jaren.
Datzelfde jaar kwam Madness met een nieuw album, Can't Touch Us Now, waarop Bedford in een nummer tuba speelde. 
Tijdens de coronacrisis stond Bedford Foreman bij in een zoom-sessie met fans; deze verving de uitgestelde sloteditie van de House of Fun Weekender die Madness sinds 2011 organiseerde. 
In juni 2021 bracht Bedford met Near Jazz Experience de ep Nought To 60 uit.
Suggs · Mike Barson · Lee Thompson · Chris Foreman · Mark Bedford · Daniel Woodgate · Chas Smash
- Biblioteca Nacional de España: XX1773010
- International Standard Name Identifier: 0000 0000 6054 967X
- MusicBrainz: bf00865a-5e2e-4568-9eca-750695502ab7
- Virtual International Authority File: 87555631
- WorldCat: E39PBJvhvfX3tdfGyxBjHK3RKd